# 阳光假日酒店
阳光假日酒店，實際上並非一間酒店，而是深圳市东部大鵬半島西涌海岸线上的一间废弃房屋。

## 历史
2000年以后，由於背包客的增多，該處变得著名。这间房屋位于海岸线的中点，徒步旅行的游客往往在此休息。而此处的海景亦是整个大鹏半岛最好的，“阳光假日酒店”的名称由此而来。
此外，有研究认为，中国著名现代诗人海子的著名诗作《面朝大海，春暖花开》所描述的地点大概就是阳光假日酒店附近。